# The Importance of Being Idle
«The Importance of Being Idle» (с англ. — «Как важно быть ленивым») — песня с альбома «Don't Believe the Truth» английской рок-группы Oasis. Сингл «The Importance of Being Idle» вышел 22 августа 2005 года и стал № 1 в Великобритании, также песня стала № 1 в России в хит-параде радио «Максимум». Ноэл Галлахер очень гордится «The Importance of Being Idle», без которой не обходится ни одно выступление Oasis.
В 2005 году читатели «Q Magazine» признали «The Importance of Being Idle» лучшей песней года.
На песню был снят клип, в котором снялся актёр Рис Иванс. В дальнейшем клип получил премию «NME Awards» в номинации «Best Video».